# Gnaphosa hastata
Gnaphosa hastata är en spindelart som beskrevs av Fox 1937. Gnaphosa hastata ingår i släktet Gnaphosa och familjen plattbuksspindlar. Inga underarter finns listade i Catalogue of Life.